# 2000年3月逝世人物列表
2000年逝世人物列表：1月 - 2月 - 3月 - 4月 - 5月 - 6月 - 7月 - 8月 - 9月 - 10月 - 11月 - 12月
2000年3月逝世人物列表，是用於匯總2000年3月期間逝世人物的列表。

## 依日期排序

### 1日
- 雷蒙德·巴丁，71歲，法國體操運動員和奧運選手。[1]
- 奧德爾·巴恩斯，31歲，美國罪犯，注射死刑。[2]
- 賈斯柏·霍姆，68歲，丹麥攝影師和電影導演。[3]
- 弗拉斯蒂米爾·佩里契奇，72歲，塞爾維亞作曲家。[4]
- 萊昂內爾·索爾特，85歲，英國鋼琴家、指揮家和作家。[5]
- 田中澄江，91歲，日本編劇、劇作家。[6]

### 2日
- 歐敦·博伊森，70歲，挪威中長跑運動員和奧運獎牌得主。[7]
- 吉米·路易斯，81歲，美國低音提琴手。[8]
- 傑克·羅賓遜，79歲，美國棒球運動員。[9]
- 桑德拉·施米勒，36歲，加拿大冰壺冠軍，死於癌症。[10]
- 查爾斯·E·威金斯，72歲，美國政治家和法官，死於心臟驟停。[11]

### 3日
- 蘭賈納·德希穆克，45歲，印度女演員，死於心臟病發。
- 保羅·多格羅，91歲，法國鋼琴家和鋼琴教師。[12]
- 托妮·奧特利，95歲，義大利作曲家和登山家。
- 尼科爾·馮·格特慕，58歲，比利時動畫師和插畫家。[13]

### 4日
- 赫爾曼·布魯克，94歲，德國天文學家。[14]
- 瓦迪斯瓦夫·丹尼沃夫斯基，97歲，波蘭裔美國鋼琴家、作曲家和歌手。[15]
- Kyi Kyi Htay，75歲，緬甸女演員。
- 吉塔·慕克吉，76歲，印度政治家和社會工作者。
- 朱利安·裡特，90歲，美國畫家。
- 唐·J·羅伯遜，83歲，美國海軍陸戰隊軍官。
- 阿爾方斯·西爾伯曼，90歲，德國猶太社會學家、音樂學家和公關人員。
- 吴大猷，92歲，中國理論物理學家。[16][17]
- 谢希德，中国物理学家，教育学家。

### 5日
- 喬恩·巴懷斯，57歲，美國數學家，哲學家和邏輯學家，死於結腸癌。[18]
- 洛洛·法拉利，37歲，法國舞蹈家，色情女演員，女演員和歌手，自殺身亡。[19]
- 佛蘭克林·加勒特，93歲，美國歷史學家。[20]
- 羅姆·米切爾，86歲，澳大利亞律師，南澳大利亞州州長，死於骨癌。[21]
- 托德·湯瑪斯，40歲，美國橄欖球運動員，癌症。[22]
- 丹尼爾·亞伯拉罕·亞諾夫斯基，74歲，加拿大國際象棋特級大師、作家和仲裁者。[23]
- 米科拉·葉爾馬洛維奇，78歲，白俄羅斯作家和歷史學家。
- 亞歷山大·楊，79歲，英國歌劇男高音。[24]

### 6日
- S. Arumugam，94歲，錫蘭泰米爾工程師和作家。
- 克裡斯·鮑德斯通，59歲，英國板球和足球職業選手，死於前列腺癌。
- 約翰·科利科斯，71歲，加拿大演員，死於心臟病發。[25]
- Jean-Pascal Curtillet，57歲，法國自由泳運動員和奧運選手。[26]
- Mirko Grmek，76歲，克羅埃西亞和法國醫學史學家、作家和科學家。[27]
- Ole Jacob Hansen，59歲，挪威爵士音樂家（鼓）。
- 亞伯拉罕·瓦利戈，71歲，烏干達政治家，總理（1985-1986）。

### 7日
- 比爾·丹尼爾斯，79歲，美國有線電視高管。[28]
- 艾琳·福勒，93歲，英國體育教練。
- 查理斯·格雷，71歲，英國演員（鑽石是永遠的，洛基恐怖圖片秀，鏡子裂縫），死於癌症。[29]
- 威廉·唐納·漢彌爾頓，63歲，英國進化生物學家，死於器官功能障礙。[30]
- 羅伯特·哈特，86歲，英國園藝先驅。
- Pee Wee King，86歲，美國創作歌手，死於心臟病發。[31]
- 愛德華·H·萊維，88歲，美國律師和政治家，司法部長（1975-1977），死於阿爾茨海默病。[32]
- 二宮洋一，82歲，日本足球運動員和經理，死於肺炎。
- Alimineti Madhava Reddy，51歲，印度政治家，被殺。
- 傑克·桑福德，70歲，美國棒球運動員，死於腦癌。[33]
- 鶴岡一人，83歲，日本棒球運動員和經理。[34]
- 拜倫·M·通內爾，74歲，美國政治家。
- 尼古拉斯·沃爾特，65歲，英國無政府主義者和無神論作家、演說家和活動家。[35]
- 吉田雅美，41歲，日本標槍運動員。[36]

### 8日
- 格特魯德·桑福德·勒讓德，97歲，美國社交名媛，死於心臟病發。[37]
- 厄爾·戈頓·林斯利，89歲，美國昆蟲學家。[38]
- 喬·穆拉尼，75歲，美國籃球運動員和教練，死於癌症。[39]
- 维尔霍·于勒宁，81歲，芬蘭越野滑雪運動員、步槍射擊運動員和奧運獎牌得主。[40]

### 9日
- 阿尔乔姆·博罗维克，39歲，俄羅斯記者和媒體巨頭，死於飛機失事。
- 讓·庫特哈德，92歲，加拿大作曲家和音樂教育家。[41]
- 米格爾·克魯茲，89歲，薩爾瓦多足球運動員。
- 吉姆·伊根，79歲，加拿大LGBT權利活動家，死於肺癌。
- 皮埃爾·蓋斯特姆，78歲，法國橋牌和跳棋選手。[42]
- 彼得·豪瑟，65歲，英國足球運動員和經理。[43]
- 帕塔奈汗，巴基斯坦民謠歌手。[44]
- 烏莎·基蘭，70歲，印度女演員。[45]
- 罗伯特·帕里，67歲，英國政治家。
- 伊沃·羅比奇，77歲，克羅埃西亞創作歌手。

### 10日
- 裘蒂思·巴雷特，91歲，美國電影女演員。[46]
- 芭芭拉·庫尼，82歲，美國作家和插畫家。[47]
- 伊萬·赫斯特，84歲，英國陸軍軍官和工程師。[48]
- 威廉·波特，73歲，美國田徑運動員，奧運冠軍。[49]
- 約翰·斯拉德克，62歲，美國科幻小說作家。[50]

### 11日
- 卡齊米日·布蘭迪斯，83歲，波蘭散文家和編劇。[51]
- 亞歷克斯·德雷爾，83歲，美國新聞記者和評論員，死於心臟衰竭。
- HB Jassin，82歲，印尼文學評論家和紀錄片導演。
- 諾埃爾·穆里根，73歲，澳大利亞橄欖球運動員。
- 埃德加·查理斯·波洛梅，79歲，比利時裔美國語言學家和宗教研究學者。[52]
- 威爾·羅伯茨，92歲，威爾士畫家。[53]
- 勞雷亞諾·洛佩斯·羅多，79歲，西班牙律師、外交官和政治家。[54]
- 阿尔弗雷德·施瓦茨曼，87歲，德國奧運體操運動員。[55]

### 12日
- 比利·艾維森，79歲，英國足球和橄欖球運動員。
- 亚历山大·尼科利奇，75歲，塞爾維亞籃球運動員和教練。
- 龚品梅，98歲，中國天主教上海主教，死於胃癌。[56]
- 麦克·鲁宾逊，85歲，美國田徑運動員，死於肺炎。[57]

### 13日
- 哈裡·布萊特，70歲，美國棒球運動員。[58]
- 雷克斯·埃弗哈特，79歲，美國演員和歌手，死於肺癌。[59]
- 哈米德·加達，激進組織Hizbul Mujahideen的印度指揮官，K.I.A.
- Cab Kaye，78歲，迦納裔英國爵士歌手和鋼琴家。
- 帕拉馬西瓦·普拉巴卡爾·庫馬拉曼加拉姆，86歲，印度陸軍將軍。
- Carlo Tagnin，67歲，義大利足球運動員和經理，死於癌症。[60]
- 瑪律科姆·威爾遜，86歲，美國政治家和紐約州州長。[61]

### 14日
- Kovai Chezhiyan，68歲，印度電影製片人，Kongu社區領袖。
- 湯米·柯林斯，69歲，美國鄉村音樂家。[62]
- C·傑羅姆，53歲，法國歌手，死於癌症。[63]
- 保羅·史密斯，54歲，美國橄欖球運動員，死於胰腺癌。[64]
- 安妮·威布爾（Anne Wibble），56歲，瑞典政治家，癌症。
- 龐猜·威爾克森（Ponchai Wilkerson），28歲，美國被定罪的殺人犯，注射死刑。

### 15日
- 陈从周，中國古建筑、园林学家。
- 海梅·加西亞·阿諾維羅斯，68歲，美國政治家。[65]
- 蒂莫西·格裡布爾，36歲，美國被定罪的殺人犯和疑似連環殺手，被注射死刑。[66]
- 克萊門特·L·赫希，85歲，美國商人和賽馬擁有者，死於癌症。
- 洞富雄，93歲，日本歷史學家和學者。
- 阿達什·潘迪（Adarsh Pandey），93歲，印度政治家和學者。
- Durward Kirby，88歲，美國電視節目主持人和播音員。
- 鮑伯·麥基特裡克，64歲，美國橄欖球教練，死於癌症。
- 達雷爾·基思·裡奇，45歲，美國連環殺手，被注射死刑。[67]
- 羅爾夫·羅默，64歲，德國演員。[68]
- 伊德里斯·阿卜杜勒·瓦基勒，74歲，桑給巴爾政治家，總統（1985-1990）。
- 羅伯特·韋爾奇，70歲，英國設計師和銀匠。[69]

### 16日
- 莫裡斯·貝特霍爾德·亞伯蘭，81歲，美國律師、民權活動家和大學校長。[70]
- 易卜拉欣·馬哈茂德·阿爾法，53歲，奈及利亞空軍元帥。
- 赫塔·博特，79歲，二戰期間德國納粹集中營警衛和戰犯。
- 湯瑪斯·費雷比，81歲，美國陸軍空軍投彈手，乘坐伊諾拉·蓋伊（Enola Gay）在廣島投下原子彈。[71]
- 羅伊·亨德森，100歲，英國歌劇歌手。[72]
- 帕維爾·普魯德尼考，88歲，白俄羅斯作家。
- 伊沃·林克爾，79歲，荷蘭網球和曲棍球運動員。
- 斯坦利·拉爾夫·羅斯，64歲，美國作家和演員，死於肺癌。[73]
- 邁克爾·斯塔爾，89歲，加拿大政治家。
- 菲爾·特拉諾瓦，80歲，美國拳擊手。
- 卡洛斯·委拉斯開茲，51歲，波多黎各棒球運動員。[74]

### 17日
- 傑克·大衛斯，83歲，澳大利亞劇作家。[75]
- Lonia Dvorin，82歲，以色列足球運動員和教練。
- 桑尼·海因，69歲，美國純種馬訓練師。[76]
- 查理霍爾特，77歲，美國冰球教練，死於癌症。
- Edward F. Knipling，90歲，美國昆蟲學家。[77]
- 彼特·曼古姆，69歲，美式足球運動員。[78]

### 18日
- 埃伯哈德·貝奇，90歲，德國新教神學家。[79]
- 裴丽生，93歲，中國政治家。
- Glen Mervyn，63歲，加拿大賽艇運動員，奧運獎牌得主和奧運教練，死於結直腸癌。[80]
- 赫爾曼·B·威爾斯，97歲，美國學者。[81]
- 羅伯特·韋恩，78歲，第101空降師簡易連的美國軍官。
- 阿薩夫·亞古裡，69歲，以色列士兵和政治家。

### 19日
- 格雷厄姆·巴爾科姆，93歲，英國洞穴潛水夫。
- 李煥之，81歲，中國古典作曲家。
- 埃貢·瓊森，78歲，瑞典足球運動員。
- Giovanni Linscheer，27歲，蘇里南游泳運動員，車禍。[82]
- 傑恩·雷根，90歲，美國電影女演員。
- 杜威·威廉姆斯，84歲，美國棒球運動員。[83]
- 米哈伊爾·葉夫列莫夫，88歲，蘇聯政治家和外交官。

### 20日
- 約翰·安蒂倫斯，62歲，比利時記者、專欄作家和霍奇金病作家。
- 扎伊德·穆提·達馬吉（Zayd Mutee' Dammaj），57歲，葉門作家和政治家。
- 吉恩·尤金（Gene Eugene），38歲，加拿大演員、唱片製作人、作曲家和音樂家。
- 邁克爾·費裡斯（Michael Ferris），68歲，愛爾蘭政治家。
- 薇薇安·費恩（Vivian Fine），86歲，美國作曲家，車禍。[84]
- 吉恩·霍華德，89歲，美國女演員和攝影師。[85]
- 露絲·柯克，77歲，紐西蘭反墮胎活動家，死於癌症。
- 小拉蒙·米特拉，72歲，菲律賓政治家、外交官和民主活動家。[86]
- 阿道夫斯·斯庫爾特，90歲，拉脫維亞作曲家和教育家。

### 21日
- 約翰·哈恩斯，87歲，挪威運動員。
- Seumas McNally，21歲，加拿大計算機程式師，霍奇金淋巴瘤DX Ball 2的創始人。
- 白寿彝，91歲，中國民族學家、歷史學家、社會活動家和作家。[87]
- Mircea Zaciu，71歲，羅馬尼亞評論家、文學史學家和散文作家。[88]

### 22日
- 第二代鄧羅西爾子爵約翰·莫裡森，73歲，英國外交官。
- 波利塔·格勞，84歲，古巴政治犯，第一夫人。[89]
- 馬克·隆巴迪，48歲，美國新觀念藝術家，上吊自殺。[90]
- 韋恩·麥卡利斯特，92歲，美國建築師，頭部受傷。[91]
- 卡洛·帕罗拉，78歲，義大利足球運動員和教練。[92]
- Vamüzo Phesao，62歲，那迦政治家。
- 戈德溫·薩馬拉拉特內，67歲，斯里蘭卡冥想老師。

### 23日
- 艾德·麥柯迪，81歲，美國民謠歌手、詞曲作者和演員。[93]
- 安東尼·帕迪亞拉，79歲，印度錫羅·馬拉巴爾主教。
- 卡爾·舒普，97歲，美國經濟學家、公共財政專家。[94]
- 烏達姆·辛格，71歲，印度曲棍球運動員和奧運會冠軍。[95]
- 格特·威爾納，59歲，德國政治家。

### 24日
- 阿爾伯特·鄧肯森（Albert Duncanson），88歲，加拿大冰球運動員。[96]
- 羅伯特·雨果·鄧拉普，79歲，美國海軍陸戰隊少校。[97]
- 艾爾·格雷，74歲，美國爵士長號手。[98]
- 喬治·柯比，66歲，英國足球運動員。[99]
- 小松原一男，56歲，日本動畫師、動畫導演和角色設計師。
- 胡安·祖裡塔，82歲，墨西哥羽量級拳擊世界冠軍。

### 25日
- 吉姆·卡什（Jim Cash），59歲，美國電影編劇（《壯志凌雲》（Top Gun）、《迪克·特雷西》（Dick Tracy）、《特納與霍奇》（Turner & Hooch），腸道疾病。[100]
- 保羅·切利內斯庫，97歲，羅馬尼亞電影導演和編劇。[101]
- 達芙妮·勒·布雷頓（Daphne Le Breton），67歲，紐西蘭國際草地投球手。
- 海倫·馬丁，90歲，美國女演員，心臟病發作。[102]
- 愛德華多·恩里克·羅德裡格斯，81歲，阿根廷足球運動員。
- 桑迪·桑福德，83歲，美國橄欖球運動員和教練。[103]

### 26日
- 阿爾弗雷多·布魯涅拉，93歲，義大利天主教會主教。
- 亞歷克斯·康福特（Alex Comfort），80歲，英國科學家，醫生和作家（《性愛的樂趣》），腦出血。[104]
- 卡雷爾·托爾（Karel Thole），85歲，荷蘭裔義大利畫家和插畫家。
- Len Younce，83歲，美式橄欖球運動員和教練。[105]
- 維爾納·澤耶，70歲，德國政治家。

### 27日
- 喬治·艾倫，85歲，加拿大冰球運動員。[106]
- 伊恩·杜里，57歲，英國演員和搖滾歌手，死於癌症。[107]
- Yrjö Lehtilä，83歲，芬蘭鉛球運動員和奧運選手。[108]
- Priya Rajvansh，63歲，印度電影女演員，被謀殺。

### 28日
- 派特·畢曉普，53歲，北愛爾蘭裔澳大利亞女演員。
- 比爾·克利斯蒂安森，86歲，美國政治家。
- 諾伯舒茲，73歲，挪威建築師和作家。[109]
- 弗朗西斯·格雷·巴頓，94歲，美國短篇小說家和小說家。[110]
- 喬治·彼得森，78歲，澳大利亞政治家。
- 安東尼·鮑威爾，94歲，英國作家。[111]
- 尤里·塔拉索夫，39歲，蘇聯和烏克蘭足球運動員。
- 亞當·烏拉姆，77歲，波蘭裔美國歷史學家和政治學家，死於肺癌。[112]

### 29日
- 葉夫根尼·費法諾夫，62歲，蘇聯拳擊手和奧運獎牌得主。[113]
- 漢斯·古斯塔夫·居特博克，91歲，德裔美國歷史學家和語言學家。[114]
- 雪麗·帕爾默，91歲，美國（無聲）電影女演員，跌倒而死。
- 安娜·索科洛，90歲，美國舞蹈家和編舞家。[115]

### 30日
- 喬治·巴徹勒，80歲，澳大利亞數學家。[116]
- 薩爾瓦多·阿巴斯卡爾·因方特，90歲，墨西哥政治家。
- Jean E. Karl，72歲，美國圖書出版商。[117]
- Rudolf Kirchschläger，85歲，奧地利政治家，總統（1974-1986），死於心血管疾病。[118]
- Beryl McBurnie，86歲，特立尼達舞蹈家。[119]
- 米赫里瑪·蘇丹，77歲，奧斯曼公主，穆罕默德五世的孫女。

### 31日
- 哈德夫·巴赫里，93歲，印度語言學家、文學評論家和詞典編纂者。
- 哈爾馬·伯格斯特倫，93歲，瑞典越野滑雪世界冠軍和奧運選手。[120]
- 阿德里安·費雪，47歲，英國吉他手，死於心肌梗塞。
- 吉賽勒·弗倫德，91歲，德裔法國攝影師和攝影記者。[121]